# Торбурн, Клифф
Кли́ффорд (Клифф) Чарльз Де́влин То́рбурн CM (англ. Clifford (Cliff) Charles Devlin Thorburn CM) — канадский бывший профессиональный игрок в снукер. Член Зала славы снукера с 2014 года.
Родился в городе Виктория (Канада). Торбурн — победитель чемпионата мира по снукеру (в 1980), двукратный финалист этого турнира (1977 и 1983) и победитель многих других профессиональных соревнований. Он считается первым неевропейским игроком, завоевавшим чемпионский титул. За свой медленный, основательный стиль игры Клифф получил прозвище The Grinder (от англ. grind out - достигать цели путем тяжелого, целеустремленного и монотонного труда. Также the grinder - дробилка). В 1983 за достижения в снукере его наградили Орденом Канады. Сейчас Клифф проживает в родном городе и играет в снукер на любительских турнирах и турах для ветеранов.

## Карьера
Хотя Клиффорд стал профессионалом в 1972 году, вплоть до 1977-го он не показывал больших результатов. Зато на ЧМ-1977 он пробился в финал и только там, ведя по ходу матча 15:11, уступил Джону Спенсеру, 21:25. В 1980 он вновь появился в финальном матче турнира и на этот раз не упустил свой шанс. Канадец победил Алекса Хиггинса, 18:16, и поднялся в рейтинге до 2-го места. Но зрителям не удалось досмотреть финал до конца, так как трансляция матча каналом BBC была прервана для экстренного репортажа о штурме парашютно-десантными частями особого назначения Великобритании Иранского посольства в Лондоне.
В следующем сезоне (1980/1981) Клиффу удалось выиграть лишь нерейтинговый турнир Pot Black Cup, однако, благодаря стабильной игре на рейтинговых соревнованиях, он стал первым в официальном рейтинге. В 1983-м Торбурн победил на престижном Мастерс, а чуть ранее, в составе сборной Канады выиграл командный Кубок мира. Но матчем сезона стала встреча Клиффа с Терри Гриффитсом в 1/8-й чемпионата мира, когда канадец сделал первый за всю историю Крусибла максимум. Причём по ходу брейка матч за соседним столом был остановлен, так как товарищ Торбурна — Билл Вербенюк — хотел увидеть завершение его серии. В конце концов, матч остался за Торбурном, а затем он же в третий раз дошёл до финала чемпионата. Однако на сей раз Стив Дэвис оказался на голову сильнее Клиффа, завершив встречу со счётом 18:6.
- Первый максимальный брейк на чемпионатах мира в исполнении Клиффа Торбурна видео

В 1985 он выиграл сразу три соревнования: Мастерс, Scottish Masters и рейтинговый Goya Matchroom Trophy. На последнем из этих турниров Клифф победил Джимми Уайта, 12:10, хотя проигрывал 0:7 и 4:8. А в 1986 Клифф стал первым снукеристом, которому удалось защитить титул чемпиона Мастерс — тогда он вновь выиграл у Уайта, 9:5. Кроме того, в том же сезоне он сохранил себе трофей Scottish Masters, победив в финале Алекса Хиггинса со счётом 9:8.
Спустя три года, на турнире Matchroom League канадец во второй раз за карьеру сделал максимальную серию, став первым игроком в истории, сумевшим исполнить более одного максимума.
В последний раз Торбурн квалифицировался на первенство мира в 1994 году. Он вёл в матче 1/16-й 9:2 против Найджела Бонда, однако в итоге уступил, 9:10. Стоит заметить, что Бонд впоследствии стал полуфиналистом турнира.
Клифф закончил профессиональную карьеру в 1996 году, но всё равно не оставил игру. Он до сих пор продолжает участвовать в соревнованиях, которые проводятся в Канаде, и посещает иногда Крусибл. Также Торбурн уже несколько раз принимал участие в чемпионате мира среди ветеранов.

## Достижения в карьере
- Чемпионат мира победитель — 1980
- Чемпионат мира финалист — 1977, 1983
- Australian Masters — 1983
- Goya Matchroom Trophy чемпион — 1985
- Scottish Masters чемпион — 1985, 1986
- Masters чемпион — 1983, 1985, 1986
- Pot Black Cup чемпион — 1981
- World Cup (в составе канадской команды) чемпион — 1982, 1990
- Canadian Open победитель — 1974, 1978, 1979, 1980
- Canadian Professional победитель — 1984, 1985, 1986, 1987